# Mechowo (Puck)
Mechowo  (deutsch Mechau) ist ein Dorf in der Landgemeinde Puck im Powiat Pucki der Woiwodschaft Pommern in Polen.

## Geographische Lage
Die Ortschaft liegt im ehemaligen Westpreußen, westlich der Danziger Bucht, etwa zehn Kilometer westlich der Stadt Puck (Putzig) an der Zatoka Pucka (Putziger Wiek), 14 Kilometer nördlich  von Wejherowo (Neustadt in Westpreußen) und fünfzig  Kilometer nordnordwestlich von Danzig.

## Geschichte

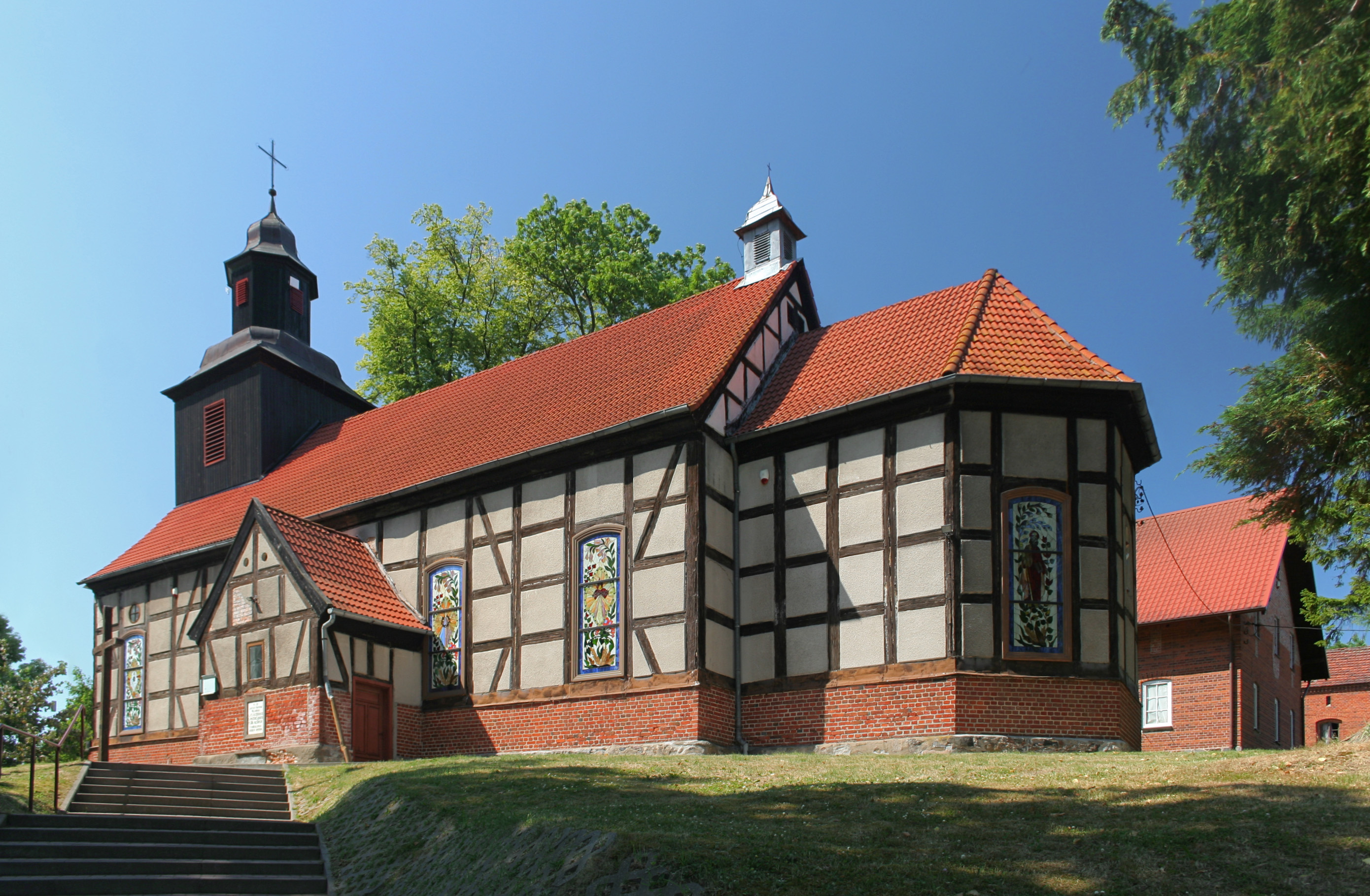
Dorfkirche

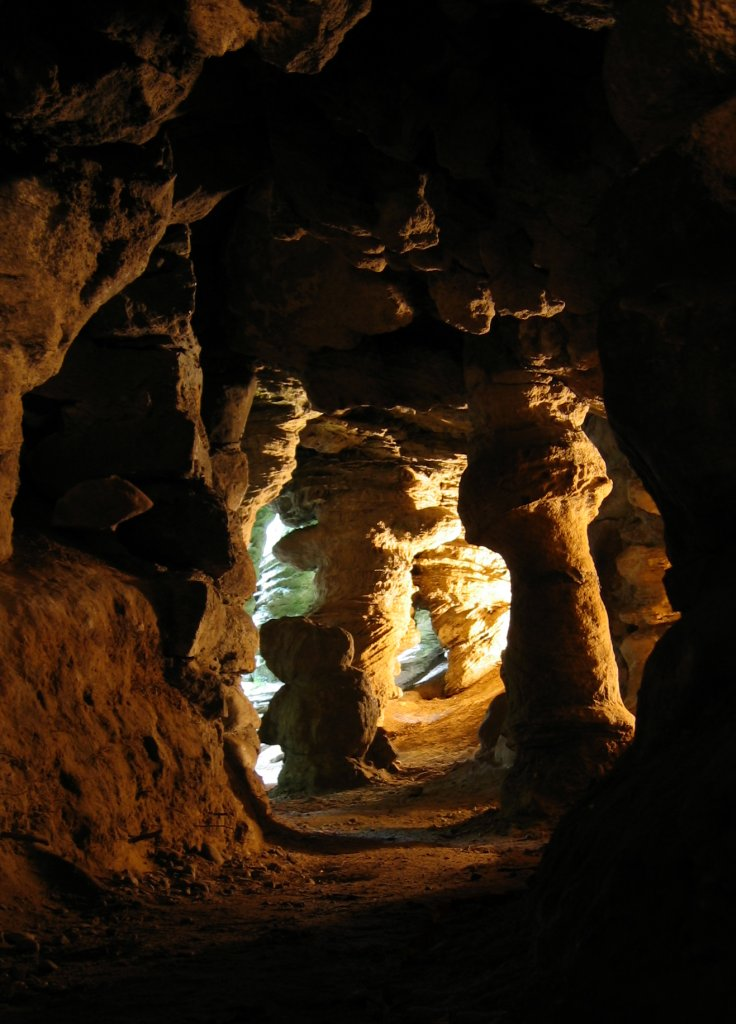
Mechausche ‚Tropfsteinhöhle‘, eine durch Kalkablagerungen gebildete Grotte, die einer Tropfsteinhöhle ähnelt

Der Putziger Burgbezirk, zu dem das Bauerndorf Mechow im Mittelalter gehörte, kam 1309 in den Besitz des Deutschordensstaats. Mechow (poln. Mechowo) war vermutlich bereits um diese Zeit eine Eigentumsortschaft des Klosters Oliva gewesen. Später wurde in der Nähe von Mechow das Dorf Neu-Mechau gegründet, das diesen Namen noch am  Ende des 16. Jahrhunderts trug, um 1661 dann in  Lisnewo umbenannt wurde und später in Leßnau. Im Zusammenhang mit der Gründung des letzteren Dorfs dürfte der Ortsname Mechow in Alt-Mechow abgeändert worden sein. Im Jahr 1412 publizierte der Vogt des Klosters Oliva, Bruder Bartuchs, das Urteil im  Rechtsstreit  des Klosters mit Peter Seczowitz, in dem dessen Behauptung, das Dorf Alt-Mechow gehöre ihm, zurückgewiesen worden war.
Um 1663 war Mechowa noch immer  eine Eigentumsortschaft des Klosters Oliva. Nach 1807 wurde in Mechau staatlicherseits die Bauernbefreiung verfügt.
Im Jahr 1785 wird Mechow oder  Mechau als ein königliches Dorf und Erbpachts-Vorwerk  mit einer katholischen Kirche und  24  Feuerstellen (Haushaltungen) bezeichnet.  Um 1835 gab es in Mechau eine Wassermühle. 1850 wird Mechau ein Pfarrdorf und Erbpachtvorwerk  genannt.
Bis 1919 gehörte das Dorf Mechau zum Kreis Putzig im Regierungsbezirk Danzig der Provinz Westpreußen des Deutschen Reichs.
Nach Ende des Ersten Weltkriegs musste das Kreisgebiet mit dem Dorf Mechau aufgrund der Bestimmungen des Versailler Vertrags  zum Zweck der Einrichtung des Polnischen Korridors an Polen abgetreten werden, mit Wirkung vom 20. Januar 1920 und ohne Volksabstimmung.  Durch den Überfall auf Polen 1939 kam das völkerrechtswidrig annektierte Gebiet des Polnischen Korridors zum Deutschen Reich; es wurde dem Reichsgau Danzig-Westpreußen zugeordnet, zu dem Mechau  bis 1945 gehörte.
Gegen Ende des Zweiten Weltkriegs befreite im Frühjahr 1945 die Rote Armee das Kreisgebiet und der Ort wurde wieder Teil Polens.

## Bevölkerungsentwicklung
| Jahr | Einwohner | Anmerkungen   |
| ---- | --------- | ------------- |
| 1816 | 205       | in 38 Häusern |
| 1864 | 544       | [ 9 ]         |
| 1871 | 424       | in 60 Häusern |
| 1905 | 436       | [ 11 ]        |
| 1910 | 418       | [ 12 ]        |

## Sehenswürdigkeiten
- Mechausche ‚Tropfsteinhöhle‘, eine im Dorf vorhandene Grotte, die durch Kalkablagerungen gebildet wurde und einer Tropfsteinhöhle ähnelt.[6][13] In der Grotte waren Scherben aus der Vorzeit stammender, unbemalter und unverzierter großer Urnen aus stark mit Kies versetztem und dadurch sehr hellem Ton gefunden worden.[14] Die Erforschung und bauliche Sicherung der starken Erosionserscheinungen unterliegenden „Höhle von Mechau“ ist eng mit dem Namen des preußischen Oberpräsidenten Theodor von Schön verbunden. Die Höhle kann aktuell gegen Eintrittspreis besichtigt werden.